# Thể thao Ba Lan
Thể thao Ba Lan gồm có hầu hết các môn thể thao, cụ thể gồm: bóng đá (môn thể thao phổ biến nhất), bóng chuyền, đua xe mô tô tốc độ, trượt tuyết nhảy xa, điền kinh, bóng ném, bóng rổ, quần vợt và thể thao đối kháng. Tay đua Công thức 1 đầu tiên của Ba Lan, Robert Kubica đã nâng cao nhận thức về giải đua xe Công thức 1 tới người hâm mộ Ba Lan. Bóng chuyền là một trong những môn thể thao phổ biến nhất tại đất nước này, với một bề dày lịch sử thi đấu quốc tế. Ba Lan còn ghi dấu ấn đặc biệt tại đường đua mô tô tốc độ nhờ có các tay đua Tomasz Gollob, Jaroslaw Hampel và Rune Holta. Đường đua tốc độ rất nổi tiếng ở Ba Lan khi họ giành chức vô địch thế giới (2014) và giải Extraleague của Ba Lan có lượng khán giả trung bình cao hơn bất kì môn thể thao nào ở Ba Lan. Những ngọn núi ở Ba Lan là nơi lý tưởng để đi bộ đường dài, trượt tuyết, đạp xe leo núi, thu hút hàng triệu khách du lịch hàng năm từ khắp nơi trên thế giới. Trượt tuyết xuyên quốc gia và trượt tuyết nhảy xa là những môn thể thao rất nổi tiếng trên truyền hình Ba Lan, thu hút 4–5 triệu người theo dõi ở mỗi giải, với Justyna Kowalczyk, Adam Małysz và Kamil Stoch là những tâm điểm chính. Các bãi biển và khu nghỉ dưỡng ở biển Baltic là những nơi lý tưởng để câu cá, chèo thuyền, chèo thuyền kayak và hàng loạt các môn thể thao dưới nước khác.

## Lịch sử hình thành
Một trong những môn thể thao quốc gia đầu tiên của Ba Lan trong suốt nhiều thế kỉ là môn cưỡi ngựa. Trong thời buổi giữa hai cuộc Thế chiến, Adam Królikiewicz đã giành tấm huy chương cá nhân đầu tiên tại một kì Thế vận hội cho Ba Lan - tấm huy chương đồng tại phần thi nhảy vượt rào cá nhân ở Thế vận hội Mùa hè 1924. Ông qua đời sau một vụ tai nạn trong lúc đang ghi hình cảnh Đại chiến Somosierra trong bộ phim điện ảnh Popioły của Andrzej Wajda. Tadeusz Komorowski đã tham dự Thế vận hội Mùa hè 1924 ở Paris còn Henryk Dobrzański "Hubal" tham dự Thế vận hội Mùa hè 1928 ở Amsterdam. Tướng Władysław Anders cũng tham gia tranh tài ở các cuộc thi nhảy. Đội môn thể thao ngựa của Ba Lan đã giành hai tấm huy chương THế Vận hội trước Thế chiến thứ II, thành viên của đội là Zdzisław Kawecki bị ám sát trong vụ thảm sát Katyń.

## Bóng đá

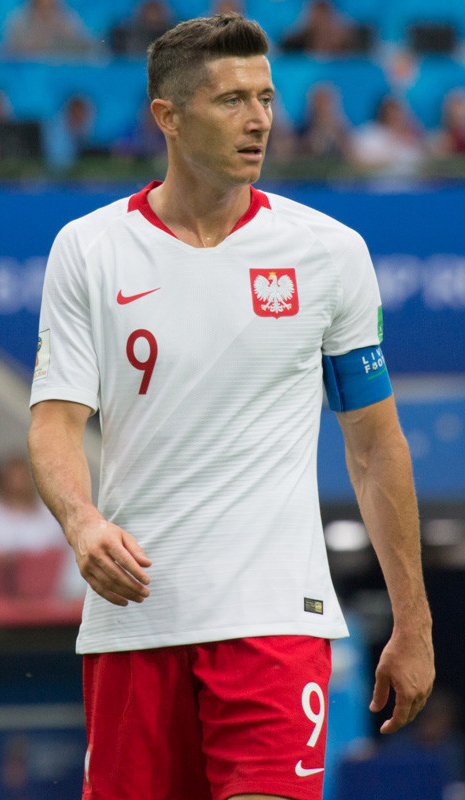
Lewandowski thi đấu cho tuyển Ba Lan tại giải vô địch bóng đá thế giới 2018.

Bóng đá là bộ môn thể thao phổ biến nhất ở đất nước Ba Lan. Hơn 400.000 người Ba Lan thi đấu bóng đá thường xuyên, bên cạnh đó là hàng triệu người đôi khi lại xỏ giày chơi bóng. Đội tuyển bóng đá quốc gia Ba Lan là nhà vô địch của Thế vận hội bóng đá 1972, cũng như là á quân vào các năm 1976 và 1992. Ba Lan đã có 8 lần góp mặt tại giải vô địch bóng đá thế giới vào các năm 1938, 1974, 1978, 1982, 1986, 2002, 2006 và 2018, và đạt được những thành công đáng kể như giành hạng 3 ở kì vô địch thế giới 1974 ở Đức và kì vô địch thế giới 1982 ở Tây Ban Nha. Tuyển trẻ cũng giành được thành công tương tự trên sân chơi quốc tế khi giành hạng 3 tại chung kết giải vô địch U-20 thế giới 1983, hạng 4 tại chung kết giải vô địch U-20 thế giới 1979 và hạng 4 tại chung kết giải vô địch U-17 thế giới 1993, đồng thời sẽ đăng cai giải vô địch U-20 thế giới 2019.

### Giải vô địch châu Âu 2012
Ba Lan đã đăng cai giải vô địch bóng đá châu Âu 2012 cùng Ukraine vào năm 2012. Đây là lần đầu tiên Ba Lan tổ chức một sự kiện tầm cỡ đến như vậy ở bộ môn bóng đá. Nhằm đáp ứng yêu cầu nâng cấp cơ sở hạ tầng của UEFA, các sân vận động mới đã được xây dựng. Các thành phố đăng cai gồm có Warsaw, Gdańsk, Wrocław và Poznań, đây đều là những địa điểm hấp dẫn khách du lịch.

### Giải vô địch U-20 thế giới 2019
Ba Lan là nước đăng cai Giải vô địch bóng đá U-20 thế giới 2019 tại kì tổ chức thứ 22. Quyết định này được đưa ra vào ngày 16 tháng 3 năm 2018 khi Ba Lan đánh bại đối thủ yêu thích Ấn Độ với hơn 4 lá phiếu, đạt tỷ số 9-5 tại Bogotá, Colombia. Ba Lan đã nghiêm nhiên đủ điều kiện tham dự giải đầu năm với tư cách đội chủ nhà. Giải được tổ chức từ ngày 23 tháng 5 đến 15 tháng 6 năm 2019. Giải đấu diễn ra tại 6 thành phố của Ba Lan: Bielsko-Biała, Bydgoszcz, Gdynia, Łódź, Lublin và Tychy. Lễ khai mạc và bế mạch diễn ra tại Stadion Widzewa, trong khi đó trận tranh hạng 3 sẽ tổ chức ở Stadion GOSiR. Ba Lan đã chạm trán Colombia trong trận khai mạc ở Łódź; ngoài ra còn phải đối đầu với Tahiti và Senegal ở Bảng A với tư cách đội chủ nhà. Ba Lan từng nằm cùng bảng với Colombia và Senegal tại giải vô địch bóng đá thế giới 2018 tổ chức ở Nga, cùng đội còn lại là Nhật Bản. Trận chung kết được tổ chức vào ngày 15 tháng 7 năm 2019 ở Łódź giữa Ukraine và Hàn Quốc, kết quả Ukraine đã đoạt danh hiệu đầu tiên.

## Bóng chuyền

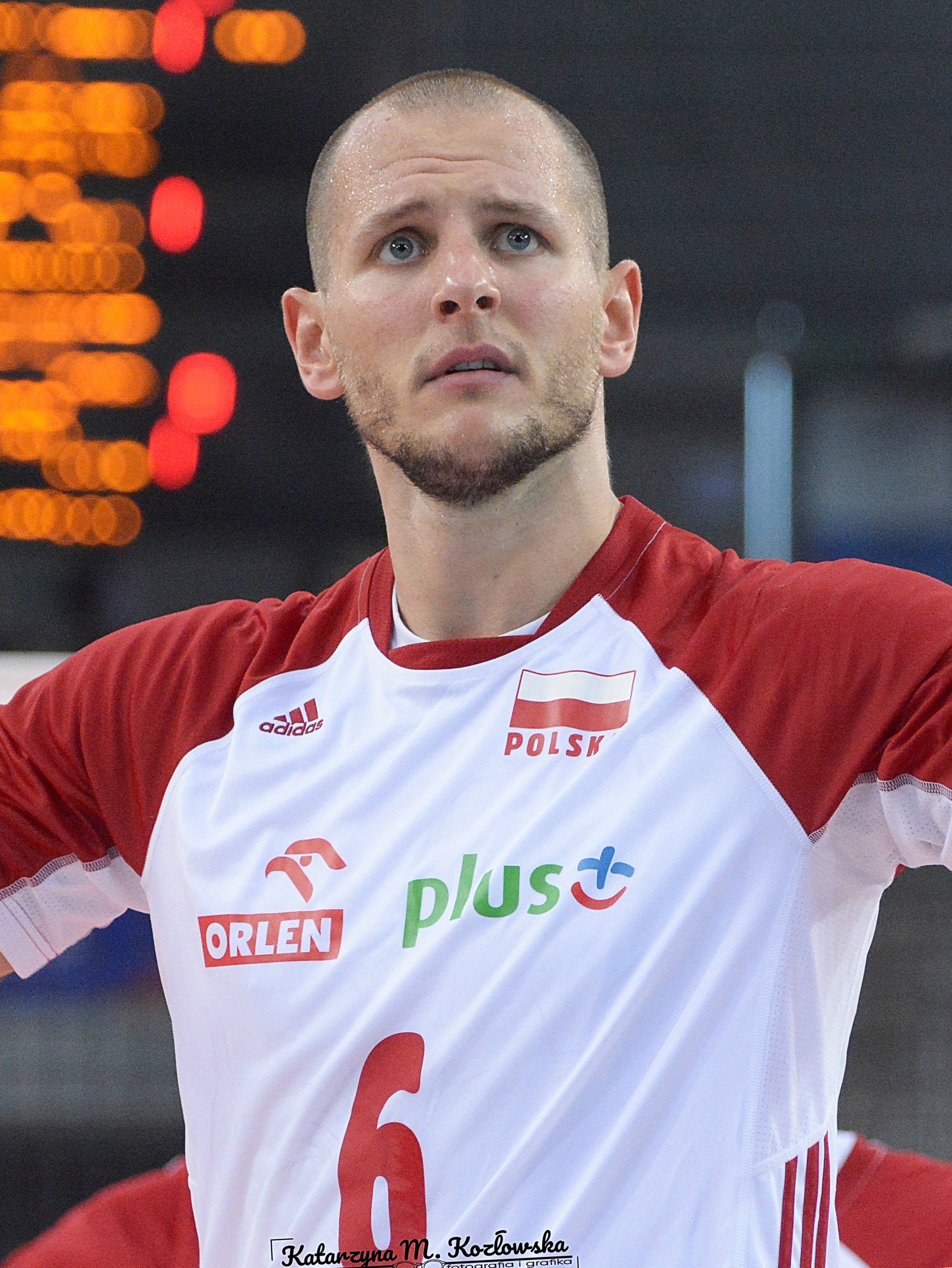
Bartosz Kurek

Hubert Jerzy Wagner, còn có biệt danh là "Kat" Đao phủ là một huấn luyện viên thành công, đội bóng của ông đã giành tấm huy chương vàng tại Thế vận hội Mùa hè 1976.
Ba Lan là nước đăng ca giải vô địch bóng chuyền nam thế giới 2014, và họ đã giành tấm huy chương vàng và đăng quang giải vô địch bóng chuyền nam châu Âu 2013 cùng tuyển Đan Mạch. Đội tuyển bóng chuyền nam quốc gia Ba Lan đã đoạt 14 tấm huy chương tại các giải đấu quốc tế từ năm 1965, lần gần đây là chiến thắng tại giải vô địch thế giới FIVB 2012 với tỉ số 3–0 trước tuyển Mỹ trong trận chung kết.

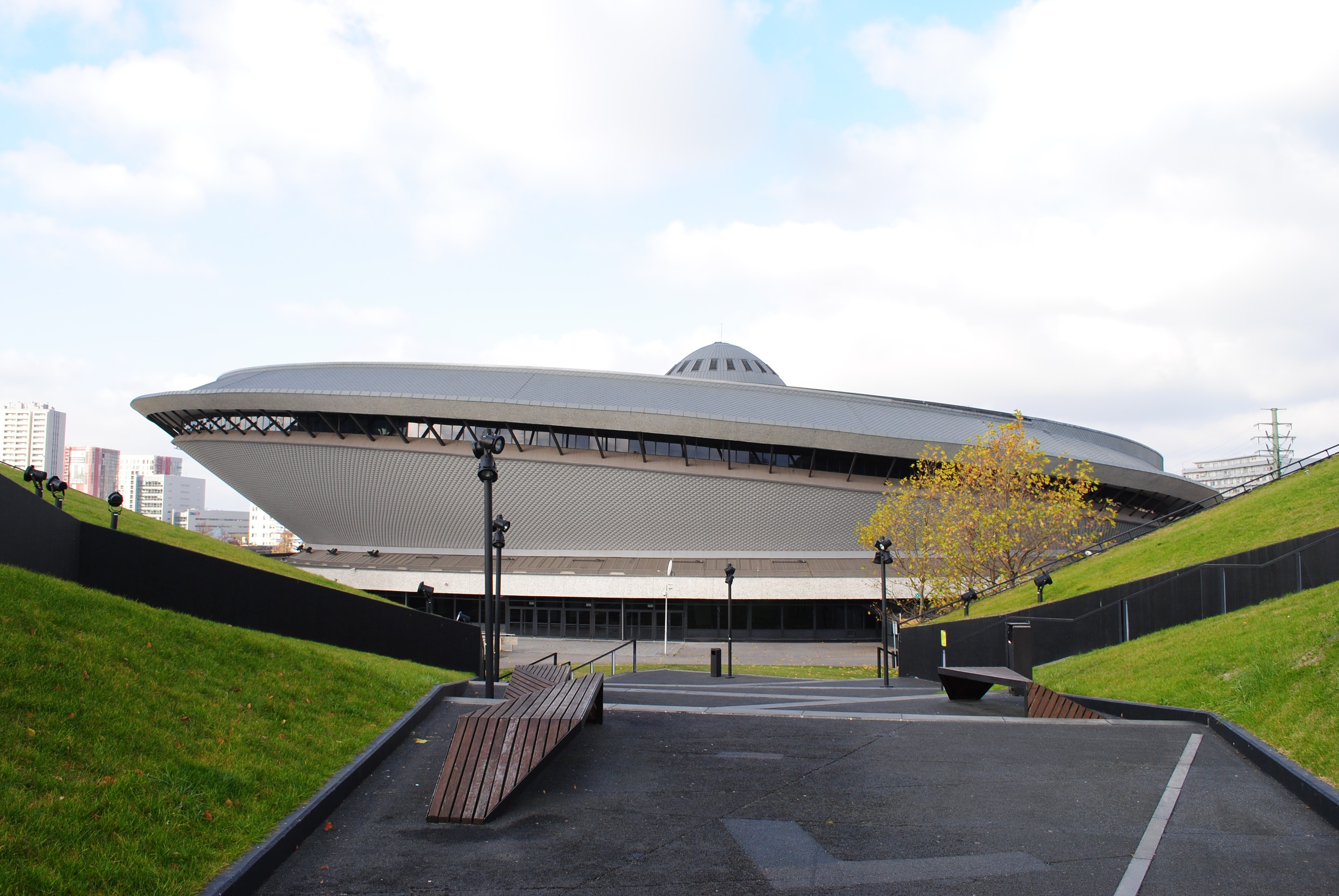
Khu liên hợp thể thao Spodek nổi tiếng ở Katowice

## Nghệ thuật
Người Ba Lan đã giành một số huân chương tại các cuộc thi nghệ thuật ở Thế vận hội Mùa hè.

## Bảo tàng
- Bảo tàng thể thao và du lịch ở Warszawa
- Bảo tàng thể thao và du lịch ở Karpacz [9]
- Bảo tàng thể thao và du lịch ở Łódź,[10] bộ phận của bảo tàng thành phố
- Bảo tàng săn bắn và côn trùng [11]